# Непрямі витрати
Непрямі́ витрати — спільні виробничі витрати, необхідні для різних задач (процесів), які прямо не розподіляються по них протягом певного періоду часу. Такі витрати зазвичай розподіляються систематичним і постійним методом по продуктах, процесах, послугах і часових періодах.